# 19 tháng 10
Ngày 19 tháng 10 là ngày thứ 292 (293 trong năm nhuận) trong lịch Gregory. Còn 73 ngày trong năm.

## Sự kiện
- 202 TCN – Scipio Africanus chỉ huy quân La Mã đánh bại Hannibal và quân Carthago trong trận Zama tại Tunisia ngày nay, kết thúc Chiến tranh Punic lần thứ hai.
- 439 – Người Vandal dưới quyền Quốc vương Genseric chiếm lĩnh Carthago tại Bắc Phi.
- 1386 – Đại học Heidelberg tổ chức buổi thuyết giảng đầu tiên, trở thành đại học lâu năm nhất tại Đức.
- 1469 – Fernando II của Aragon cử hành hôn lễ với Isabel I của Castilla, cuộc hôn nhân này cho phép Aragon và Castilla thống nhất thành một quốc gia đơn nhất là Tây Ban Nha.
- 1781 – Cách mạng Hoa Kỳ: Phân đội Anh của Charles Cornwallis đầu hàng quân đội Pháp–Mỹ của George Washington, kết thúc cuộc vây hãm Yorktown.
- 1812 – Napoléon Bonaparte triệt thoái khỏi Moskva.
- 1813 – Trận Leipzig kết thúc, Napoléon Bonaparte phải chịu một trong các thất bại tệ hại nhất.
- 1866 – Áo nhượng lại Veneto và Mantova cho Pháp, các lãnh thổ này lập tức được trao cho Ý để đổi lấy việc Ý chấp thuận cuộc sáp nhập Savoy và Nice của Pháp.
- 1900 – Max Planck khám phá định luật về bức xạ vật đen (Định luật Planck).
- 1933 – Đức rút khỏi Hội Quốc Liên.
- 1935 – Hội Quốc Liên áp đặt chế tài kinh tế đối với Ý do họ xâm chiếm Ethiopia.
- 1935 – Phương diện quân số 1 và Trung ương Đảng Cộng sản Trung Quốc đến miền bắc tỉnh Thiểm Tây trong Trường chinh.
- 1950 – Quân Giải phóng Nhân dân Trung Quốc chiếm thị trấn Qamdo; đôi khi được gọi là "xâm chiếm Tây Tạng".
- 1960 – Chiến tranh Lạnh: Chính phủ Hoa Kỳ áp đặt một lệnh cấm vận thương mại gần như toàn diện chống Cuba.
- 1974 – Niue trở thành một quốc gia tự trị liên kết tự do với New Zealand.
- 1987 – Chỉ số trung bình công nghiệp Dow Jones tụt xuống 22,6% vào Thứ Hai Đen, trong một trong những ngày sụt giá nhiều nhất theo điểm phần trăm đến lúc đó.
- 2003 – Giáo hoàng Gioan Phaolô II ban chân phước cho Mẹ Teresa.
- 2012 – Một vụ nổ bom giết chết tám người và làm bị thương 110 người tại Beirut, Liban.

## Sinh
- 1735 - John Adams, nhà lãnh đạo cách mạng và tổng thống của Mỹ.
- 1973 – 
  - Thanh Mai, MC, diễn viên người Việt Nam.
  - Hồ Lệ Thu, nữ ca nhạc sĩ trẻ người Việt Nam
- 1976 – Jean Dausset, nhà miễn dịch học người Pháp, được nhận giải Nobel Sinh lý và Y khoa (m. 2009)
- 1990 - Trương Thị Diệu Ngọc, Hoa Khôi Áo dài Việt Nam 2016
- 1992 – Kim Ji-won, nữ diễn viên người Hàn Quốc.
- 1995 – Nguyễn Huỳnh Kim Duyên, Á hậu 2 Hoa hậu Siêu quốc gia 2022 (Top 16 Hoa hậu Hoàn vũ 2021)

## Mất
- 1975 – Nguyễn Văn Huyên, giáo sư, tiến sĩ, nhà sử học, nhà dân tộc học, nhà giáo dục, nhà nghiên cứu văn hóa Việt Nam, nguyên Bộ trưởng Bộ Quốc gia Giáo dục Việt Nam nhiệm kỳ 1946–1975. (s. 1905)
- 2002 - Nhạc sĩ Hoàng Phương